# Lemon8
Lemon8 es una aplicación de redes sociales propiedad de ByteDance, lanzada por primera vez en 2020. Se le ha comparado con Xiaohongshu, otra red social conocida como "el Instagram de China".

## Historia
La aplicación se lanzó por primera vez en Japón en mayo de 2020 y alcanzó 1 millón de descargas en marzo de 2022. Se lanzó en los Estados Unidos y el Reino Unido en febrero de 2023 luego de las restricciones a TikTok en los Estados Unidos, lo que la convirtió en una de las aplicaciones más descargadas en la App Store de EE. UU. un mes después. La aplicación figura bajo Heliophilia Pte Ltd., con sede en Singapur.

## Contenido
El contenido de la aplicación ha sido descrito como "un cruce entre Instagram y Pinterest."

## Recepción
Los legisladores estadounidenses han expresado su preocupación con Lemon8 debido a su conexión con TikTok. Lindsay Gorman ha declarado "tiene que ver con la recopilación de información sobre los usuarios y tiene la misma estructura de propiedad, siendo hijo de ByteDance, así que creo que van a surgir los mismos problemas".